# Decemberunderground
A Decemberunderground az amerikai AFI rockegyüttes 7. stúdióalbuma, amely 2006 júniusában jelent meg. Ez az első olyan albumuk, amely rögtön az amerikai Billboard Hot 200 eladási lista 1. helyén indított, 182 000 eladott példánnyal, csak az első héten. Az albumot 2006. május 29-én adták ki Angliában, június 6-án az USA-ban, és június 16-án Mexikóban.
„A Decemberunderground egy idő és egy hely. Az, ahol a tartózkodó/hűvös emberek összegyűlhetnek, együtt, sötétségben és elkülönültségben. Ez azoknak az elszigetelt, kiábrándult egyéneknek a közössége, akik a szeretethez menekülnek; mint télen, a világ többi része alatti, rejtett zugokba.” nyilatkozta a főénekes, Davey Havok az albumról. Négy kislemez jelent meg eddig az albumról: Miss Murder, Love Like Winter, The Missing Frame és Summer Shudder.

## Számai
1. Prelude 12/21 – 1:34
2. Kill Caustic – 2:39
3. Miss Murder – 3:26
4. Summer Shudder – 3:06
5. The Interview – 4:16
6. Love Like Winter – 2:45
7. Affliction – 5:28
8. The Missing Frame – 4:40
9. Kiss and Control – 4:18
10. The Killing Lights – 4:04
11. 37mm – 3:55
12. Endlessly, She Said – 4:28

## Bónuszdalok
- Rabbits are Roadkill on Rt. 37 (az ausztrál és német kiadáson is elérhető) – 3:50
- Head Like a Hole (Nine Inch Nails-feldolgozás) – 4:43
- Don't Change (INXS-feldolgozás) – 3:16
- Jack the Ripper (Morrissey-feldolgozás) – 2:47
- On the Arrow – 3:07
- Fallen Like the Sky – 3:22